# Hugh Skinner
Hugh Skinner (Inglaterra, 6 de janeiro de 1985) é um ator inglês.

## Vida pessoal
Skinner é gay. Comentando sobre sua sexualidade em 2018, ele afirmou: "Sinto que se falo sobre ser gay, tenho que dizer algo e não sei o que dizer além de que essa é a minha vida e não tenho nada muito interessante dizer sobre isso.
Skinner é um bom amigo de seu co-estrela American Psycho e W1A, Jonathan Bailey.

## Filmografia

### Filmes
| Título                           | Ano  | Papel       |
| -------------------------------- | ---- | ----------- |
| Os Miseráveis                    | 2012 | Joly        |
| Kill Your Friends                | 2015 | John        |
| Hampstead                        | 2017 | Erik        |
| Star Wars – Os Últimos Jedi      | 2017 | Geno Namit  |
| Mamma Mia! Lá Vamos Nós De Novo  | 2018 | Young Harry |
| Steven Berkoff's Tell Tale Heart | 2019 | Sunny       |
| Falling for Figaro               | 2020 | Max         |
| The Invitation                   | 2022 | Oliver      |

### Televisão
| Título                    | Ano          | Papel                |
| ------------------------- | ------------ | -------------------- |
| Bonkers                   | 2007         | Daniel               |
| Tess of the d'Urbervilles | 2008         | Felix Clare          |
| Any Human Heart           | 2010         | Lionel Mountstuart   |
| Law & Order: UK           | 2011         | Ian Naylor           |
| The Wipers Times          | 2013         | Barnes               |
| W1A                       | 2014–2017    | Will Humphries       |
| Our Zoo                   | 2014         | Dr. Barnaby Ford     |
| Bugsplat!                 | 2015         | James                |
| The Windsors              | 2016–present | Wills                |
| Fleabag                   | 2016–2019    | Harry                |
| Poldark                   | 2016         | Unwin Trevaunance    |
| Harlots                   | 2017–2018    | Sir George Howard    |
| The Romanoffs             | 2018         | Simon Burrows        |
| Zog                       | 2018         | Zog (voice)          |
| Little Birds              | 2020         | Hugo Cavendish-Smyth |